# Supertec
Supertec — итальянская компания, производившая в конце 1990-х — начале 2000-х двигатели для болидов Формулы-1. Двигатели, выпускаемые «Супертек», являлись не собственной разработкой компании, а слегка модифицированными Renault V10, принесшими чемпионские титулы Михаэлю Шумахеру, Деймону Хиллу и Жаку Вильнёву в составе Benetton и Williams. Компания принадлежала Флавио Бриаторе, известному итальянскому миллиардеру и топ-менеджеру заводской команды Renault, агрегаты выпускались на заводе Mecachrome (и в 1998 использовались командой «Уильямс» под этим названием).
Целый ряд команд, в основном из испытывавших проблемы с поддержкой крупных автопроизводителей, пользовались двигателями Supertec. При этом, некоторые из них переименовывали двигатели в честь спонсоров в рекламных целях — так, официальным «мотористом» Benetton была компания Playlife, в реальности производящая одежду и не имеющая отношения к автомобилестроению.
Двигатели Supertec обладали средней мощностью, невысокой надёжностью и не выиграли ни одной гонки. Лучшими результатами стали четыре вторых места Физикеллы и одно — Ральфа Шумахера. Болиды BAR, оснащённые ими, в свой первый сезон закончили меньше трети гонок на финише. Supertec использовались преимущественно командами-середняками, оставаясь вне конкуренции по соотношению цены и скорости, позволявшей их пилотам часто бороться за призовые очки. Многим командам, таким как «Уильямс», использование Supertec позволило продержаться в условиях кризиса, чтобы позже сменить агрегаты Бриаторе на более мощные двигатели BMW.
В 2001 году концерн «Рено» вернулся в Формулу-1, приобретя команду «Бенеттон». Флавио Бриаторе возглавил официальное подразделение «Рено F1» и свернул деятельность «Супертек».
| Год  | Команда  | Под маркой | Очков | Место |
| ---- | -------- | ---------- | ----- | ----- |
| 1998 | Williams | Mecachrome | 38    | 3     |
| 1998 | Benetton | Playlife   | 33    | 5     |
| 1999 | Williams | Supertec   | 35    | 5     |
| 1999 | Benetton | Playlife   | 16    | 6     |
| 1999 | BAR      | Supertec   | 0     | 11    |
| 2000 | Benetton | Playlife   | 20    | 4     |
| 2000 | Arrows   | Supertec   | 7     | 7     |